# Schinia
Schinia är ett släkte av fjärilar som beskrevs av Jacob Hübner 1823. Schinia ingår i familjen nattflyn.
Släktet innehåller bara arten Schinia scutosa.

## Bildgalleri

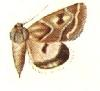
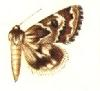
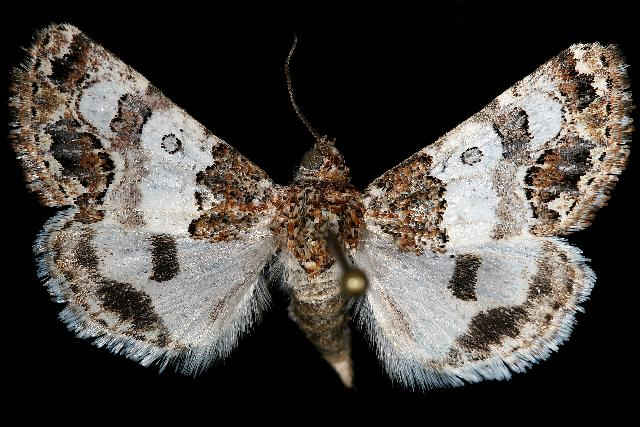
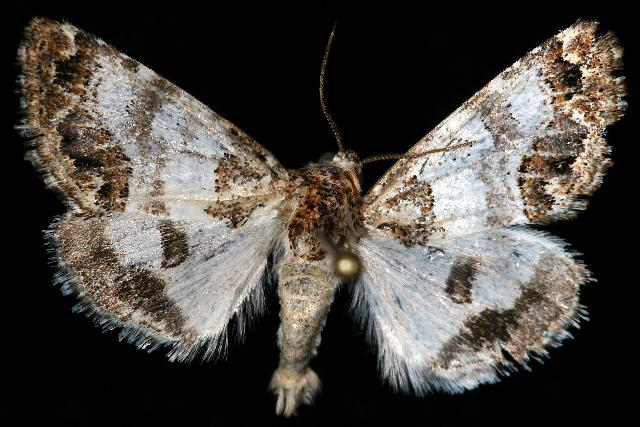
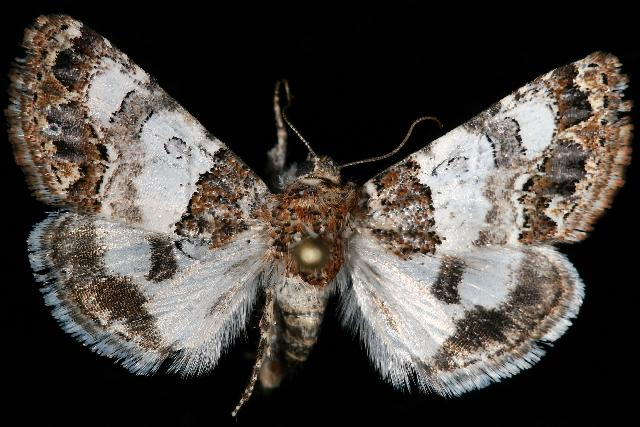
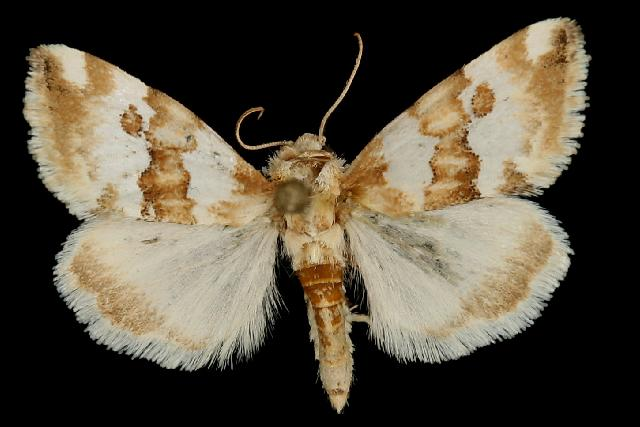